# SN 2001T
SN 2001T – supernowa typu II odkryta 6 lutego 2001 roku w galaktyce M-02-37-06. W momencie odkrycia miała maksymalną jasność 17,00m.